# Marche Saint-André de Jamioulx
La Marche Saint-André est une marche folklorique de l'Entre-Sambre-et-Meuse se déroulant au mois d'août dans le village de Jamioulx, dans le Hainaut en Belgique.
C'est un pèlerinage pour saint André.

## Organisation
La date de la marche est fixée au premier dimanche avant le 15 août de l'année.
En 2016, elle n'est pas affiliée à l'Association des Marches Folkloriques de l'Entre-Sambre-et-Meuse.